# SK Lombeek-Liedekerke
Maillots
Dernière mise à jour : 21 septembre 2011.
Le Sporting Klub Lombeek-Liedekerke était un club belge de football localisé à Sint-Katherina-Lombeek, une commune de l'entité de Ternat, en Brabant flamand. Porteur du "matricule 6431", le club jouait en Jaune et Bleu. Il évolua durant 10 saisons en séries nationales.
Il disparut en 2006, à la suite d'une fusion avec le K. VC Sporting Ternat (matricule 5368) pour former le K. SKL Ternat (5368).
Le club doit son nom de SK Lombeek-Liedekerke à une fusion, intervenue en 1999, entre le SK Lombeek (6431) et le K. FC Liedekerke (3007). Cependant, à partir de 2003, le matricule 6431 réutilise le seul nom de SK Lombeek.

## Repères historiques
- 1940 : fondation de BLAUWVOET IMPEGEM
- 1941 : 31/10/1941, BLAUWVOET IMPEGEM s'affilie à l'URBSFA, le 22/09/1940 et reçoit le matricule 3007.
- 1947 : BLAUWVOET IMPEGEM (3007) fusionne avec LIEKERK BOYS un autre club de la localité pour former FOOTBALL CLUB IMPEGEM (3007).
- 1950 : 31/05/1950, FOOTBALL CLUB IMPEGEM (3007) change sa dénomination et devient FOOTBALL CLUB LIEDEKERKE (3007).

- 1960 : fondation du SPORTING CLUB LOMBEEK qui s'affilie à l'URBSFA, le 01/12/1960 et reçoit le matricule 6431. Le club adapte son nom en SPORTING KLUB LOMBEEK (6431) quelques années plus tard.
- 1986 : SPORTING KLUB LOMBEEK accède pour la première fois aux séries nationales. Cette première aventure dure deux saisons.
- 1999 : 01/07/1999, SPORTING KLUB LOMBEEK (6431) fusionne avec KONINKLIJKE FOOTBALL CLUB LIEDEKERKE (3007) pour former SPORTING KLUB LOMBEEK-LIEDEKERKE (6431). Le matricule 3007 disparaît.
- 2003 : la fusion formant SPORTING KLUB LOMBEEK-LIEDEKERKE (6431) va mal. Les litiges internes sont fréquents. Le matricule 6431 rejoue "officieusement" sous le nom de SPORTING KLUB LOMBEEK.
- 2005 : La fusion formant SPORTING KLUB LOMBEEK-LIEDEKERKE (6431) est consommée. Les partisans de Liedekerke s'en vont et fondent le VOETBAL KLUB LIEDEKERKE qui s'affilie à l'URBSFA et reçoit le matricule 9467.
- 2006 : 01/07/2006, SPORTING KLUB LOMBEEK qui a toujours l'appellation officielle de SPORTING KLUB LOMBEEK-LIEDEKERKE (6431) fusionne avec le KONINKLIJKE VOETBAL CLUB SPORTING TERNAT (5368) pour former le KONINKLIJKE SPORTING KLUB LOMBEEK-TERNAT (5368).

## Le Club
Fondé en 1960, sous l'appellation Sporting Club Lombeek, le club s'affilie à l'URBSFA, le 1er décembre 1960 et reçoit le matricule 6431. Quelque temps après, le cercle opte pour la version néerlandaise de son nom: Sporting Klub Lombeek.
Jusqu'à la fin des années 1980, le SK Lombeek évolue discrètement dans les séries provinciales brabançonnes. En 1985, le club monte pour la première fois en séries nationales et y évolue deux saisons avant d'être relégué.
En 1994, le matricule 6431 revient en Promotion et tente de s'y installer durablement. Après une 6e place encourageante pour son retour, le cercle ne quitte plus la seconde partie du tableau. TRop court financièrement, le club cherche à former un "grand club" en s'associant avec un autre club de l'entité de Ternat. Mais les négociations ne'aboutissent pas, ni avec le Sporting Ternat, ni avec le K. FC Wambeek. 
Lombeek se tourne alors vers la commune voisine de Liedekerke et trouve jun accord avec le K. FC Liedekerke (matricule 3007) qui a déjà évolué plus de quinze ans en séries nationales précédemment. En juin 1999, les deux clubs fusionnent pour former le SK Lombeek-Liedekerke sous le matricule 6431, puisque celui-ci joue en Promotion.
La première saison se déroule sans gros pépins et le cercle obtient la 5e place. Mais les promesses initiales restent sans lendemain. La saison suivante, le club recule nettement dans le classement et en 2002, il est relégué en 1re Provinciale. La fusion est alors mise en doute et les litiges se succèdent entre les dirigeants respectifs des deux anciennes entités.
Dans le courant de la saison 2003-2004, le matricule 6134 réutilise le seul nom de SK Lombeek, car les services communaux de Liedekerke la refuse car une nouvelle équipe (VK Liedekerke) viens de se créer. Même s'il semble qu'au niveau de la fédération c'est toujours le terme "Lombeek-Liedekerke" qui reste enregistré.
En juin 2006, le matricule 6134 disparaît en fusionnant avec le K. VC Sporting Ternat (5368) pour former le K. SK Lombeek-Ternat sous le matricule 5368.

## Résultats en séries nationales
Statistisques clôturées - Club disparu 

### Bilan
| Niv | Divisions    | Jouées | Titres | TM Up | TM Down |
| --- | ------------ | ------ | ------ | ----- | ------- |
| I   | 1e nationale | 0      | 0      |       |         |
| II  | 2e nationale | 0      | 0      |       |         |
| III | 3e nationale | 0      | 0      |       |         |
| IV  | 4e nationale | 10     | 0      |       |         |
|     |              |        |        |       |         |
|     | TOTAUX       | 10     | 0      |       |         |

- TM Up= test-match pour départager des égalités, ou toutes formes de Barrages ou de Tour final pour une montée éventuelle.
- TM Down= test-match pour départager des égalités, ou toutes formes de Barrages ou de Tour final pour le maintien.

### Saisons
| Ordre | Saison  | Nom du club                       | Niveau                      | Classement final | Remarques           |
| ----- | ------- | --------------------------------- | --------------------------- | ---------------- | ------------------- |
| 1     | 1985-86 | SK Lombeek                        | Promotion série C           | 13e/16           |                     |
| 2     | 1986-87 | SK Lombeek                        | Promotion série B           | 16e/16           | Relégué !           |
|       |         |                                   |                             |                  | séries provinciales |
| 3     | 1994-95 | SK Lombeek                        | Promotion série B           | 6e/16            |                     |
| 4     | 1995-96 | SK Lombeek                        | Promotion série B           | 11e/16           |                     |
| 5     | 1996-97 | SK Lombeek                        | Promotion série B           | 10e/16           |                     |
| 6     | 1997-98 | SK Lombeek                        | Promotion série B           | 11e/16           |                     |
| 7     | 1998-99 | SK Lombeek                        | Promotion série A           | 8e/16            |                     |
| 8     | 99-2000 | SK Lombeek-Liedekerke             | Promotion série B           | 5e/16            |                     |
| 9     | 2000-01 | SK Lombeek-Liedekerke             | Promotion série B           | 10e/16           |                     |
| 10    | 2001-02 | SK Lombeek-Liedekerke             | Promotion série B           | 15e/16           | Relégué !           |
|       |         |                                   |                             |                  | séries provinciales |
|       | 2006    | fusion avec K. VC Sporting Ternat | le matricule 6431 disparaît |                  |                     |